# Paragenipa lancifolia
Paragenipa lancifolia là một loài thực vật có hoa trong họ Thiến thảo. Loài này được (Bojer ex Baker) Tirveng. & Robbr. mô tả khoa học đầu tiên năm 1985.